# Os articulaire

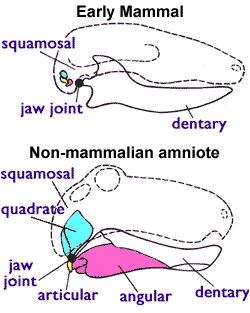
Mâchoires de mammifères et non mammifères. Dans la configuration mammifère, les os carré et articulaire sont beaucoup plus petits et font partie de l'oreille moyenne. Notez que chez les mammifères, la mâchoire inférieure se compose uniquement de l'os dentaire.

L'os articulaire fait partie de la mâchoire inférieure de la plupart des vertébrés, y compris la plupart des poissons à mâchoires, des amphibiens, des oiseaux et de divers types de reptiles, ainsi que des mammifères ancestraux.

## Anatomie
Chez la plupart des vertébrés, l'os articulaire est relié à deux autres os de la mâchoire inférieure, le supraangulaire et l'angulaire. Sur le plan du développement, il provient du cartilage mandibulaire embryonnaire. La partie la plus caudale du cartilage mandibulaire s'ossifie pour former l'os articulaire, tandis que le reste du cartilage mandibulaire reste cartilagineux ou disparaît.

### Chez les serpents
Chez les serpents, les os articulaires, surangulaires et préarticulaires ont fusionné pour former l'os composé. La mandibule est suspendue à l'os carré et s'articule au niveau de cet os composé.

## Fonction

### Chez les amphibiens et les reptiles
Chez la plupart des tétrapodes, l'os articulaire forme la partie inférieure de l'articulation de la mâchoire. La mâchoire supérieure s'articule au niveau de l'os carré.

### Chez les mammifères
Chez les mammifères, l'os articulaire évolue pour former le marteau, l'un des osselets des mammifères de l'oreille moyenne. Il s'agit d'une apomorphie du clade de mammifères, et est utilisé pour déterminer la transition fossile vers les mammifères. Il est analogue mais non homologue au processus articulaire de la mâchoire inférieure.
Après la perte de l'articulation carrée-articulaire, les os squamosal et dentaire forment la nouvelle articulation de la mâchoire chez les mammifères.